# Raúl Vicente Amarilla
Raúl Vicente Amarilla (ur. 19 lipca 1960) – paragwajski piłkarz występujący na pozycji napastnika.

## Kariera klubowa
Od 1978 do 1994 roku występował w klubach Sportivo Luqueño, Racing Santander, Real Saragossa, FC Barcelona, Olimpia, Club América i Yokohama Flügels.